# ハユ語
ハユ語(हायु)は、シナ・チベット語族に属するキランティ諸語の一つである。ワユ語、バユ語（वायु）ともいう。ジャナクプル県のハユ人により話されている。
ハユ語はSOV型の語順で音韻論、語彙、文法面でネパール語の影響を強く受けている。デーバナーガリー文字で書かれている。ハユ語のみの話者の存在は知られておらず、この言語の話者は全員ネパール語を併用しているとみられる。ハユ語のみ話す子供が存在しないにもかかわらず、ハユ語は21世紀まで生き延びるに至った。

## 話者分布
エスノローグによるネパールにおける話者分布
- ジャナクプル県
  - ラメチャープ郡
    - ムダジョル村
    - スカジョル村

  - シンドゥリ郡
    - マネディヒ村

マハバラトの南方のスンコシ谷で話されている。ハユ人はスンコシ川の両岸の丘で暮らしている。しかし、一覧化された村でのみ話されている。